# Файфр, Ярослав
Ярослав Файфр (чеш. Jaroslav Fajfr, оригинальная фамилия Pfeifer) 5 марта 1883, Лаун, — 8 августа 1974, Прага — чешский военачальник, перед Второй мировой войной командующий ВВС Чехословакии, участник Сопротивления.

## Биография
Окончил реальное училище в своем родном городе. В 1905 году поступил в Чешскую высшую техническую школу в Праге, где изучал геометрию и геодезию; сдав государственный экзамен в 1913 году.
Перед Первой мировой войной работал по найму геодезистом, участвовал в деятельности местного отряда «Соколов». После начала войны служил в 28-м полку полевой артиллерии, в чине лейтенанта командовал 2-й батареей полевых гаубиц, в июне 1916 года попал в плен у Олыки. В Ставропольском лагере для военнопленных в мае 1917 г. вступил в Чехословацкий корпус, в октябре зачислен во II артиллерийский дивизион. Прошёл офицерскую школу в Борисполе и трехмесячный курс офицеров-артиллеристов при французской военной миссии в Румынии.
Вернувшись в январе 1918 года, стал заместителем командира 3-й батареи 2-й артиллерийской бригады легионов, с 5 мая — её командиром (капитан). В феврале 1919 года назначен командиром 1-го дивизиона 2-й артиллерийской бригады, а в апреле - командиром 1-го легкого артиллерийского полка. Успешно участвовал в ряде сражений.
В феврале 1920 года вернулся на родину на корабле «Sheridan II» командиром 18-го чехословацкого транспорта  в чине подполковника. В 1920-21 годах — командир 1-го лёгкого артиллерийского полка, в 1922-23 гг учился во Франции, Англии и Югославии; в 1923-25 гг. командовал 1-й бригадой полевой артиллерии (бригадный генерал), 7-й артиллерийской бригадой (1925-26 гг.) артиллерийской частью в Кошице (1926–27). В чине дивизионного генерала в 1927–39 возглавлял авиационное управление Министерства национальной обороны. В 1930 году прошёл обучение в авиашколе.
В сентябре 1938 года в должности командующего ВВС возглавлял чехословацкую миссию в Москву для переговоров о возможном сотрудничестве в области авиации. В этой должности он пробыл лишь до октября того же года.
Во время немецкой оккупации, участвовал в организации выезда пилотов из Протектората за границу и обеспечении их семей. Во время Майского восстания 1945 был командующим ВВС.
По сфабрикованному обвинению в шпионаже в 1949-54 годах был заключён в тюремный замок Миров, затем амнистирован.

## Награды
- 1919 Орден Святого Станислава 2-я степень с мечами
- 1919 Военный крест (Франция)
- 1919 Орден Сокола с мечами
- 1920 Чехословацкий Военный крест (1918)
- 1920 Чехословацкая революционная медаль
- 1921 Медаль Победы
- 1924 Орден Почётного легиона (офицер)
- 1928 Орден Возрождения Польши I класса
- 1929 Орден Почётного легиона (командор)
- 1930 Орден Короны Румынии (большой крест)
- 1931 Орден Югославской короны 2-й степени
- 1933 Орден Орлиного креста 2-й степени.